# Positively 4th Street
"Positively 4th Street" é uma canção escrita e interpretada por Bob Dylan, a primeira gravada por ele em Nova Iorque, em 29 de julho de 1965. Foi lançada como um single pela Columbia Records em 7 de setembro de 1965, alcançando a posição de número 1 nos gráficos da RPM no Canadá, número 7 na Billboard Hot 100 dos Estados Unidos e ficando em 8° lugar no UK Singles Chart. A revista Rolling Stone classificou a canção na 206º posição em sua lista das 500 melhores canções de todos os tempos da Revista Rolling Stone.
A canção foi lançada entre os álbuns Highway 61 Revisited e Blonde on Blonde, como um plano de acompanhamento do sucesso de Dylan com o single "Like a Rolling Stone", mas não foi incluída em qualquer um dos LPs. O título da música não apareceu em qualquer lugar nas letras e tem havido muito debate ao longo dos anos sobre o significado ou o indivíduo das preocupações da canção. O músico viveu na 4th Street, em Manhattan.

## Produção e gravação
A tomada mestre de "Positively 4th Street" foi gravado em 29 de julho de 1965, durante meados de julho e agosto nas primeiras sessões de gravação que produziram todo o material que apareceu no álbum Highway 61 Revisited. A canção foi a última a ser produzida naquele dia, com Dylan e uma variedade de músicos nas partes principais de "It Takes a Lot to Laugh, It Takes a Train to Cry" e "Tombstone Blues". A banda de estúdio para a gravação de "Positively 4th Street" apresentava Robert Gregg (bateria), Harvey Brooks (baixo), Frank Owens ou Paul Griffin (piano), Al Kooper (órgão) e Mike Bloomfield (guitarra), com a canção, inicialmente, sendo gravada em uma sessão de gravação com documentação oficial do estúdio sob o título provisório de "Black Dalli Rue".
Embora a canção fosse gravada durante as sessões de Highway 61 Revisited, foi gravada somente como uma versão single, eventualmente aparecendo entre as dez mais tocadas em ambos os lados do Atlântico. Algumas cópias iniciais do single foram mal-pressionadas, com uma versão não editada de "Can You Please Crawl Out Your Window?" (a música que Dylan lançaria como seu próximo single) aparecendo no lado-A no lugar de "Positively 4th Street". O crítico Dave Marsh elogiou a canção como "uma gelada sessão hipster de cadela", com "Dylan cortando sua língua de arame farpado em algum infeliz que cruzou o caminho de seus desejos." A música viria a ser incluída na versão americana de Bob Dylan's Greatest Hits, assim como a coletânea musical Masterpieces, Biograph e The Essential Bob Dylan. Também foi usada no filme I'm Not There de 2007, do diretor Todd Haynes.
Em 1989, um promotor musical da cidade de Bristol comprou uma velha jukebox KB Discomatic que outrora pertenceu a John Lennon durante meados dos anos 1960. Uma cópia do single "Positively 4th Street" foi encontrada entre os 41 discos de vinil de 7 polegadas carregados na máquina. Como resultado, a canção aparece no álbum de compilação John Lennon's jukebox, que foi lançado para coincidir com a publicidade em torno da inauguração da máquina no documentário South Bank Show, sobre a jukebox.

## Estrutura musical e letras
A música, como muitas de Dylan, é composta por uma estrutura simples harmônica ou cordial e melódica; os versos tem uma progressão I-ii-IV-I seguido por I-V-IV-vi-V. Está na chave de fá sustenido maior. Dylan começa dizendo ao alvo não especificado da música que ele(a) tem muita coragem para dizer que é seu amigo e, em seguida, continua a listar uma infinidade de exemplos de sua duplicidade de contra-ação. Enquanto as letras são claramente negativas, a música de apoio dominada por órgãos é a de um folk-rock feliz. A melodia é um pouco repetitiva e não se desvia da progressão harmônica configurada durante os quatro primeiros versos. Além disso, a música não tem um refrão reconhecível e repetitivo, e não possui seu título em qualquer parte das letras. O fundador da revista Crawdaddy!, Paul Williams, observou que as letras são inusitadamente diretas e desprovidas das imagens ricas e poéticas presentes na maioria das obras contemporâneos de Dylan. Assim, a música pode ser vista como uma carta aberta ao alvo pretendido de Dylan, com as ondas de rádio Top 40 servindo como meios de comunicação de Dylan.
A letra de "Positively 4th Street" é amarga e desonesta, o que fez com que muitos, no momento de seu lançamento, fizessem uma comparação com o single anterior de Dylan que tem um tom similar, "Like a Rolling Stone". De fato, o jornalista Andy Gill descreveu isso como "simplesmente o segundo vento de um argumento unilateral, seguindo a fórmula tão de perto do antecessor, tanto musicalmente como atentamente". Robert Christgau chamou a música "justamente desagradável".